# Беляви-Поґожельські
Беляви-Поґожельські (пол. Bielawy Pogorzelskie) — село в Польщі, у гміні Поґожеля Гостинського повіту Великопольського воєводства.
Населення — 96 осіб (2011).
У 1975-1998 роках село належало до Лешненського воєводства.

## Демографія
Демографічна структура станом на 31 березня 2011 року:
|          | Загалом | Допрацездатний вік | Працездатний вік | Постпрацездатний вік |
| -------- | ------- | ------------------ | ---------------- | -------------------- |
| Чоловіки | 48      | 13                 | 27               | 8                    |
| Жінки    | 48      | 8                  | 26               | 14                   |
| Разом    | 96      | 21                 | 53               | 22                   |